# Theodor Heuss
Theodor Heuss (Brackenheim, 1884. január 31. – Stuttgart, 1963. december 13.) liberális német politikus és újságíró, 1949 és 1959 között a Német Szövetségi Köztársaság első elnöke a második világháború évei után. Államfői szerepvállalásával Konrad Adenauer kancellárral együtt jelentősen hozzájárult Nyugat-Németország demokráciájának stabilizálásához.

## Pályafutása
Az érettségi után közgazdaságtant, államtudományokat, művészettörténetet, filozófiát, történelmet tanult a Lajos–Miksa Egyetemen Münchenben és a Berlini Egyetemen. Államtudományi doktorátust (Dr. rer. pol.) szerzett. Még egyetemistaként csatlakozott Friedrich Naumann balliberális politikus és evangélikus teológus Nemzeti szociális egyesületéhez (Nationalsozialer Verein).
Újságíróként kezdte pályafutását Naumann Die Hilfe folyóiratánál, ahol a politikai rovatot vezette 1905 és 1912 között. 1918-ban Berlinben belépett a balliberális Német Demokrata Pártba (Deutsche Demokratische Partei) és a Deutsche Politik hetilap szerkesztője lett. 1924-ben a párt képviselője a Reichstagban. 1920 és 1933 között a Berlin Politikai Főiskolán tanított.

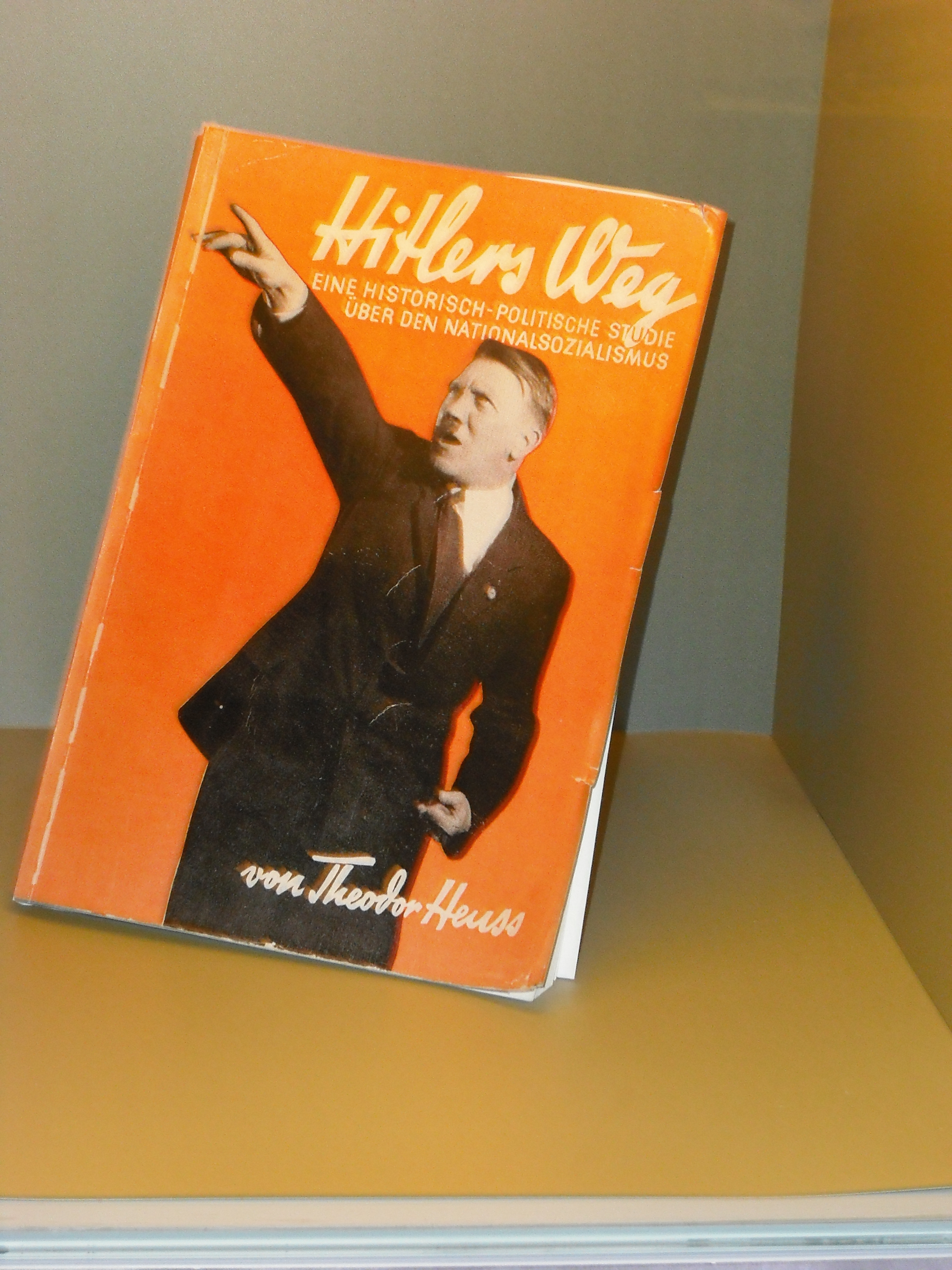
Heuss elégetett könyve

1932-ben jelent meg a Hitlers Weg című könyve, amelyben a nemzetiszocializmust elemezte és bírálta történelmi, politikai és szociológiai szempontok alapján. 1933-ban a náci könyvégetés során művét megsemmisítették. Vonakodva bár, de megszavazta a Reichstagban a felhatalmazási törvényt. Júliusban elvették parlamenti mandátumát, elbocsátották a főiskoláról, és a propagandaminisztérium nyomására korlátozták kiadói tevékenységét. 1937 és 1945 több életrajzot írt és publikált. 1941-ben újra a Frankfurter Zeitung munkatársa, történelmi és kultúrpolitikai cikkei jelentek meg. 1942-ben megtiltották az újságoknak, hogy Heusstől publikáljanak, de néhány újság Thomas Brackheim álnéven írt írásait közölte.
1945/46-ban kultuszminiszter Württemberg/Badenben, az amerikai megszállási zónában. 1949 augusztusában a Bundestag tagja, szeptember 12-én Németország elnökévé választották.
1951-ben létrehozta a Német Szövetségi Köztársaság érdemrendjét, és javaslatára újra kiosztják a Pour le Mérite kitüntetést. 1954-ben ismét megválasztották.

## Írásai
- Die Bundesstaaten und das Reich
- Friedrich Naumann: Gestalten und Gestalter. Lebensgeschichtliche Bilder
- Hitlers Weg: Eine historisch-politische Studie über den Nationalsozialismus
- Friedrich Naumann. Der Mann, das Werk, die Zeit.
- Hans Poelzig: Bauten und Entwürfe. Das Lebensbild eines deutschen Baumeisters
- Anton Dohrn in Neapel
- Schattenbeschwörung. Randfiguren der Geschichte
- 1848. Werk und Erbe
- Vorspiele des Lebens. Jugenderinnerungen
- Zur Kunst dieser Gegenwart. 3 Essays
- Reden an die Jugend
- Von Ort zu Ort. Wanderungen mit Stift und Feder
- Staat und Volk im Werden. Reden in und über Israel.
- Vor der Bücherwand. Skizzen zu Dichtern und Dichtung
- Wanderung durch deutsches Schicksal
- Erinnerungen 1905–1933
- Berlin und seine Museen
- Aufzeichnungen 1945–1947
- Die großen Reden
- Schwaben. Farben zu einem Portrait